# 達美臨時乘降場

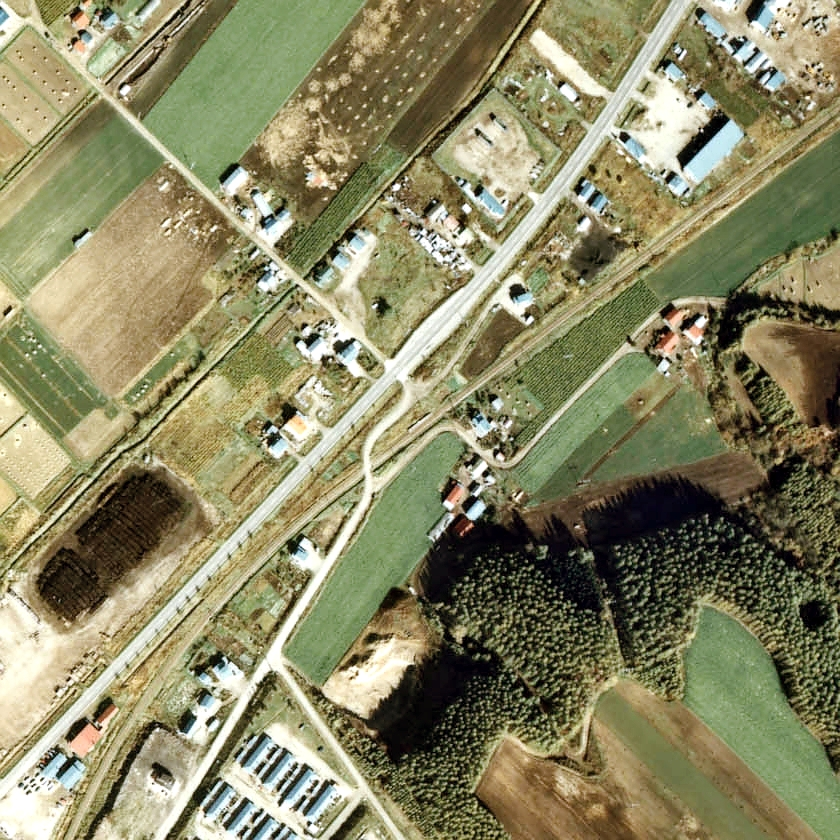
1977年的達美臨時乘降場與方圓約500米範圍。左下方為北見相生方向。

達美臨時乘降場（日语：／ Tatsumi karijōkō-ba */?）是位於北海道網走郡津別町字達美，日本國有鐵道（國鐵）的相生線臨時乘降場（廢站）。隨著相生線廢線，臨時乘降場在1985年（昭和60年）4月1日廢除。

## 歷史
- 1956年（昭和31年）5月1日 - 日本國有鐵道相生線達美臨時乘降場（局（日语：鉄道管理局）設定）啟用[1]。
- 1985年（昭和60年）4月1日 - 相生線全線廢除，此站也廢除[1]。

### 站名的由來
站名取自所在地名（字活汲）。地名源自阿伊努語的「タㇷ゚コㇷ゚（tapkop）」，其意思是坦克山，當初由「達媚（たっこび）」轉變而成。

## 車站構造
截至車站廢除前，車站是一座地面車站，設有1面1線的單式月台。

## 車站周邊
- 國道240號（日语：国道240号）
- 北海道北見巴士（日语：北海道北見バス）「達美會館」巴士站

## 車站遺址
現時，車站遺址被草地覆蓋。

## 相鄰車站
日本國有鐵道
相生線 
活汲－達美臨時乘降場－津別

## 注腳
1. 1 2  太田幸夫.  1. 札幌市: 富士Comtem. 2004-02-29: 150. ISBN 4-89391-549-5 （日语）.
2. ↑  本多 貢. 児玉 芳明 , 编. . 札幌市: 北海道新聞社. 1995-01-25: 57. ISBN 4893637606. OCLC 40491505 （日语）.